# Icona (llenguatge)

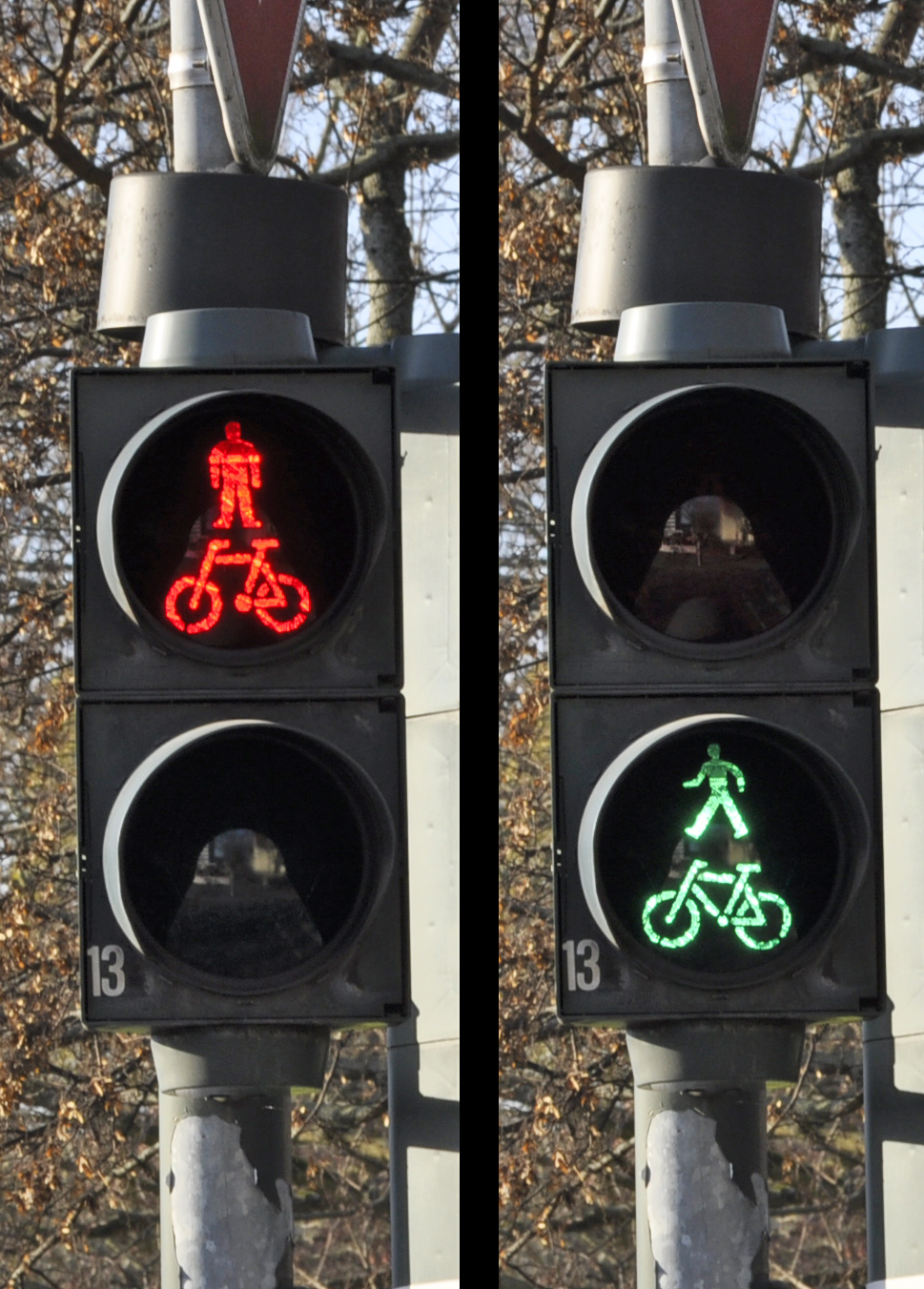
Icones mostrans persones i bicicletes

Una icona és, segons Charles Sanders Peirce, un tipus de signe que pretén assemblar-se al seu referent real. Exemples d'icones serien els dibuixos realistes respecte al seu model o una onomatopeia imitant un so existent. A diferència dels indicis i dels símbols, les altres classes de signes, les icones busquen conscientment aquesta relació per facilitar la comunicació. La icona actua com a substitut temporal del referent en aquesta comunicació per voluntat de l'emissor.
La paradoxa que assenyala el mateix Peirce sobre les icones és que necessiten el reconeixement del receptor per existir, però les característiques que la fan lligar-se al referent imitat són independents de l'existència d'un receptor o d'un referent. És a dir, una persona pot reconèixer un dibuix d'un unicorn, encara que aquest animal no existeixi, però la icona falla si el receptor no identifica la criatura. Una icona pot actuar per oposició, per exemple l'unicorn evoca el cavall justament per l'absència de la banya.
La relació entre icona i referent es basa en l'existència de particularitats compartides que poden definir l'essència del referent, o sigui en el fet que la icona i allò que representa comparteixen determinats trets que permeten al receptor reconèixer la semblança i fer que la icona actuï com substitut comunicatiu.